# House of Monymusk

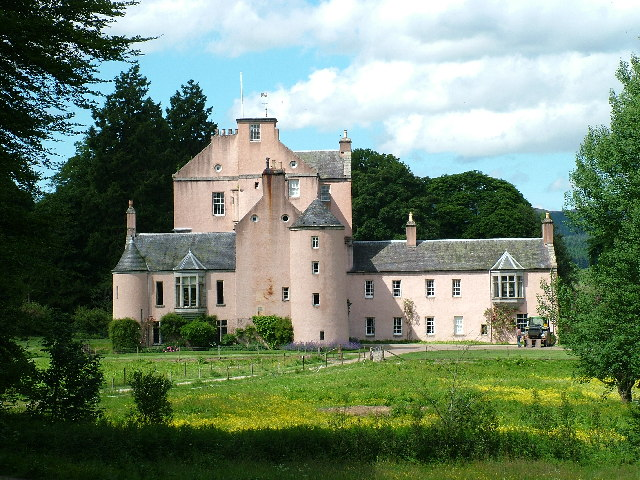
House of Monymusk

House of Monymusk ist ein Herrenhaus in der schottischen Ortschaft Monymusk in der Council Area Aberdeenshire. 1972 wurde das Bauwerk in die schottischen Denkmallisten in der höchsten Denkmalkategorie A aufgenommen.

## Geschichte
Keimzelle des Herrenhauses bildete ein Tower House, von dem angenommen wird, dass es sich um einen Fluchtturm der Augustinermönche der nahegelegenen Priorei (siehe Monymusk Parish Church) handelte. Im Zuge der Reformation in Schottland veräußerte der letzte Abt von Monymusk das Anwesen an William Forbes. Um 1584 ließ er am Standort ein neues Tower House errichten. 1712 erwarb der Clan Grant den Wehrturm. In der Folgezeit wurde das House of Monymusk mehrfach umgestaltet und erweitert. Die letzte signifikante Bauphase erfolgte 1888.

## Beschreibung
Das Herrenhaus steht isoliert am Ostrand von Monymusk am rechten Ufer des Don. Es weist einen L-förmigen Grundriss mit verschiedenen abgehenden kleineren Flügeln auf. Das ehemalige Tower House ist heute Teil des Südflügels. Ehemals war es mit einer zinnenbewehrten Brüstung sowie Ecktourellen ausgestattet, welche zwischenzeitlich zugunsten eines Satteldachs entfernt wurden. Die sonstigen Gebäudeteile sind ein- bis zweistöckig ausgeführt. Die Fassaden sind mit Harl verputzt.